# Championnats des quatre continents de patinage artistique 2018
Navigation
Édition précédente Édition suivante
Les championnats des quatre continents 2018 ont lieu du 22 au 28 janvier 2018 à l'Arena de Taipei à Taïwan.

## Qualifications
Les patineurs sont éligibles à l'épreuve s'ils représentent une nation non européenne membre de l'Union internationale de patinage (International Skating Union en anglais) et s'ils ont atteint l'âge de 15 ans avant le 1er juillet 2017 dans leur pays de naissance. La compétition correspondante pour les patineurs européens est le championnat d'Europe 2018. Les fédérations nationales sélectionnent leurs patineurs en fonction de leurs propres critères, mais l'Union internationale de patinage exige un score minimum d'éléments techniques (Technical Elements Score en anglais) lors d'une compétition internationale avant les championnats des Quatre Continents.

### Score minimum d'éléments techniques
L'Union internationale de patinage stipule que les notes minimales doivent être obtenues lors d'une compétition internationale senior reconnue par elle-même au cours de la saison en cours ou précédente, au plus tard 21 jours avant le premier jour d'entraînement officiel.
| Score minimum d'éléments techniques                                                         | Score minimum d'éléments techniques | Score minimum d'éléments techniques |
| Discipline                                                                                  | Programme court                     | Programme libre                     |
| Messieurs                                                                                   | 25.00                               | 45.00                               |
| Dames                                                                                       | 20.00                               | 36.00                               |
| Couples                                                                                     | 20.00                               | 36.00                               |
| Danse sur glace                                                                             | 19.00                               | 29.00                               |
| ------------------------------------------------------------------------------------------- | ----------------------------------- | ----------------------------------- |
| Les scores des programmes courts et libres peuvent être obtenus à différentes compétitions. |                                     |                                     |

### Nombre d'inscriptions par discipline
Chaque nation membre qualifiée peut avoir jusqu'à trois inscriptions par discipline.

## Podiums
| Épreuves                            | Or                               | Argent                              | Bronze                     |
| ----------------------------------- | -------------------------------- | ----------------------------------- | -------------------------- |
| Messieurs résultats détaillés       | Jin Boyang                       | Shoma Uno                           | Jason Brown                |
| Dames résultats détaillés           | Kaori Sakamoto                   | Mai Mihara                          | Satoko Miyahara            |
| Couples résultats détaillés         | Tarah Kayne / Daniel O'Shea      | Ashley Cain-Gribble / Timothy LeDuc | Ryom Tae-ok / Kim Ju-sik   |
| Danse sur glace résultats détaillés | Kaitlin Hawayek / Jean-Luc Baker | Carolane Soucisse / Shane Firus     | Kana Muramoto / Chris Reed |

## Tableau des médailles
| Rang  | Nation        | Or | Argent | Bronze | Total |
| ----- | ------------- | -- | ------ | ------ | ----- |
| 1     | États-Unis    | 2  | 1      | 1      | 4     |
| 2     | Japon         | 1  | 2      | 2      | 5     |
| 3     | Chine         | 1  | 0      | 0      | 1     |
| 4     | Canada        | 0  | 1      | 0      | 1     |
| 5     | Corée du Nord | 0  | 0      | 1      | 1     |
| Total | Total         | 4  | 4      | 4      | 12    |

## Détails des compétitions

### Messieurs
| Rang                                        | Nom                   | Nation         | Points | Programme court | Programme court | Programme libre | Programme libre |
| ------------------------------------------- | --------------------- | -------------- | ------ | --------------- | --------------- | --------------- | --------------- |
| 1                                           | Jin Boyang            | Chine          | 300.95 | 2               | 100.17          | 1               | 200.78          |
| 2                                           | Shōma Uno             | Japon          | 297.97 | 1               | 100.49          | 2               | 197.45          |
| 3                                           | Jason Brown           | États-Unis     | 269.22 | 4               | 89.78           | 3               | 179.44          |
| 4                                           | Keiji Tanaka          | Japon          | 260.31 | 3               | 90.68           | 5               | 169.63          |
| 5                                           | Max Aaron             | États-Unis     | 255.45 | 6               | 84.15           | 4               | 171.30          |
| 6                                           | Misha Ge              | Ouzbékistan    | 248.96 | 8               | 82.27           | 7               | 166.69          |
| 7                                           | Kevin Reynolds        | Canada         | 241.50 | 13              | 74.65           | 6               | 166.85          |
| 8                                           | Elladj Baldé          | Canada         | 238.20 | 12              | 75.17           | 8               | 163.03          |
| 9                                           | Nam Nguyen            | Canada         | 237.52 | 7               | 84.09           | 10              | 153.43          |
| 10                                          | Yan Han               | Chine          | 227.93 | 5               | 84.74           | 12              | 143.19          |
| 11                                          | Grant Hochstein       | États-Unis     | 226.39 | 15              | 70.80           | 9               | 155.59          |
| 12                                          | Takahito Mura         | Japon          | 225.41 | 10              | 76.66           | 11              | 148.75          |
| 13                                          | Brendan Kerry         | Australie      | 219.95 | 9               | 79.57           | 14              | 140.38          |
| 14                                          | Lee June-hyoung       | Corée du Sud   | 211.86 | 16              | 69.93           | 13              | 141.93          |
| 15                                          | Denis Ten             | Kazakhstan     | 210.82 | 11              | 75.30           | 15              | 135.52          |
| 16                                          | Julian Yee            | Malaisie       | 197.68 | 17              | 68.45           | 16              | 129.23          |
| 17                                          | Chih-I Tsao           | Taipei chinois | 195.21 | 14              | 72.57           | 19              | 122.64          |
| 18                                          | Donovan Carrillo      | Mexique        | 185.91 | 22              | 59.07           | 17              | 126.84          |
| 19                                          | Zhang He              | Chine          | 184.82 | 19              | 63.62           | 20              | 121.20          |
| 20                                          | An Geon-hyeong        | Corée du Sud   | 180.26 | 23              | 56.67           | 18              | 123.59          |
| 21                                          | Andrew Dodds          | Australie      | 177.81 | 18              | 63.69           | 23              | 114.12          |
| 22                                          | Lee Si-hyeong         | Corée du Sud   | 177.07 | 20              | 62.65           | 22              | 114.42          |
| 23                                          | Abzal Rakimgaliev     | Kazakhstan     | 175.58 | 21              | 60.77           | 21              | 114.81          |
| 24                                          | Leslie Man Cheuk Ip   | Hong Kong      | 150.23 | 24              | 53.80           | 24              | 96.43           |
| Patineurs éliminés après le programme court |                       |                |        |                 |                 |                 |                 |
| 25                                          | Micah Kai Lynette     | Thaïlande      |        | 25              | 53.29           | NC              | NC              |
| 26                                          | Harrison Jon-Yen Wong | Hong Kong      |        | 26              | 52.78           | NC              | NC              |
| 28                                          | Kai Xiang Chew        | Malaisie       |        | 27              | 50.92           | NC              | NC              |
| 27                                          | Mark Webster          | Australie      |        | 28              | 49.45           | NC              | NC              |
| 29                                          | Harry Hau Yin Lee     | Hong Kong      |        | 29              | 43.98           | NC              | NC              |
| 30                                          | Micah Tang            | Taipei chinois |        | 30              | 43.05           | NC              | NC              |

### Dames

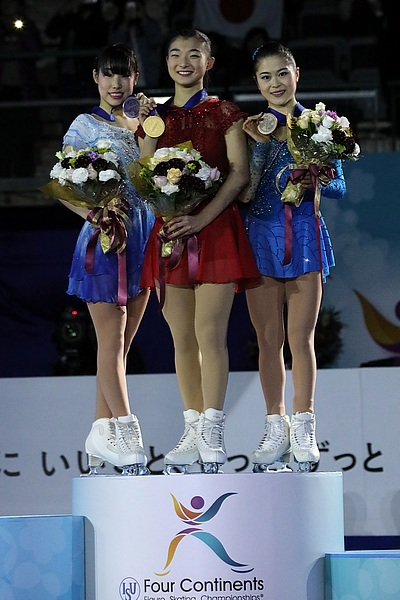
Podium des Dames

| Rang | Nom                  | Nation         | Points | Programme court | Programme court | Programme libre | Programme libre |
| ---- | -------------------- | -------------- | ------ | --------------- | --------------- | --------------- | --------------- |
| 1    | Kaori Sakamoto       | Japon          | 214.21 | 2               | 71.34           | 1               | 142.87          |
| 2    | Mai Mihara           | Japon          | 210.57 | 3               | 69.84           | 2               | 140.73          |
| 3    | Satoko Miyahara      | Japon          | 207.02 | 1               | 71.74           | 3               | 135.28          |
| 4    | Choi Da-bin          | Corée du Sud   | 190.23 | 5               | 62.30           | 4               | 127.93          |
| 5    | Mariah Bell          | États-Unis     | 185.84 | 4               | 62.90           | 5               | 122.94          |
| 6    | Kim Ha-nul           | Corée du Sud   | 173.10 | 6               | 61.15           | 8               | 111.95          |
| 7    | Starr Andrews        | États-Unis     | 172.65 | 7               | 60.61           | 7               | 112.04          |
| 8    | Alaine Chartrand     | Canada         | 172.41 | 8               | 59.86           | 6               | 112.55          |
| 9    | Angela Wang          | États-Unis     | 161.04 | 9               | 58.97           | 11              | 102.07          |
| 10   | Li Xiangning         | Chine          | 160.40 | 10              | 57.01           | 10              | 103.39          |
| 11   | Park So-youn         | Corée du Sud   | 159.48 | 12              | 53.05           | 9               | 106.43          |
| 12   | Elizabet Tursynbaeva | Kazakhstan     | 156.19 | 11              | 56.52           | 13              | 99.67           |
| 13   | Alicia Pineault      | Canada         | 152.81 | 14              | 51.53           | 12              | 101.28          |
| 14   | Brooklee Han         | Australie      | 150.65 | 13              | 52.29           | 14              | 98.36           |
| 15   | Michelle Long        | Canada         | 147.50 | 17              | 49.77           | 15              | 97.73           |
| 16   | Kailani Craine       | Australie      | 141.04 | 16              | 50.79           | 16              | 90.25           |
| 17   | Zhao Ziquan          | Chine          | 139.01 | 18              | 48.78           | 17              | 90.23           |
| 18   | Amy Lin              | Taipei chinois | 137.40 | 15              | 51.14           | 18              | 86.26           |
| 19   | Chloe Ing            | Singapour      | 129.70 | 19              | 45.30           | 20              | 84.40           |
| 20   | Aiza Mambekova       | Kazakhstan     | 121.00 | 20              | 36.87           | 19              | 84.53           |
| 21   | Joanna So            | Hong Kong      | 107.69 | 21              | 35.51           | 21              | 72.18           |
| 22   | Natalie Sangkagalo   | Thaïlande      | 93.61  | 22              | 33.50           | 22              | 60.11           |
| 23   | Thita Lamsam         | Thaïlande      | 79.33  | 23              | 28.26           | 23              | 51.07           |

### Couples

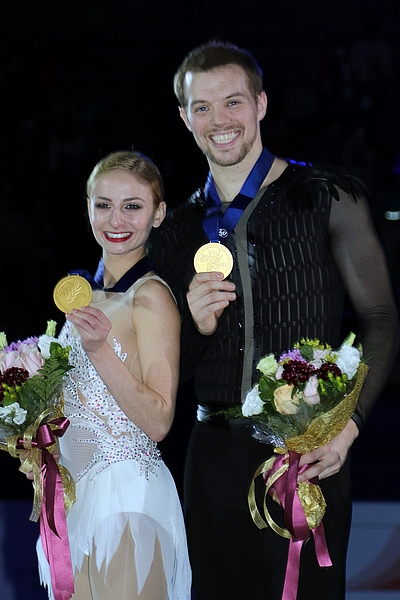
Les champions des couples artistiques, Tarah Kayne et Daniel O'Shea

| Rang | Nom                                        | Nation        | Points | programme court | programme court | programme libre | programme libre |
| ---- | ------------------------------------------ | ------------- | ------ | --------------- | --------------- | --------------- | --------------- |
| 1    | Tarah Kayne / Daniel O'Shea                | États-Unis    | 194.42 | 3               | 65.74           | 1               | 128.68          |
| 2    | Ashley Cain / Timothy LeDuc                | États-Unis    | 190.61 | 1               | 66.76           | 2               | 123.85          |
| 3    | Ryom Tae-ok / Kim Ju-sik                   | Corée du Nord | 184.98 | 4               | 65.25           | 3               | 119.73          |
| 4    | Liubov Ilyushechkina / Dylan Moscovitch    | Canada        | 179.00 | 5               | 64.50           | 5               | 114.50          |
| 5    | Deanna Stellato-Dudek / Nathan Bartholomay | États-Unis    | 178.38 | 6               | 60.93           | 4               | 117.45          |
| 6    | Ekaterina Alexandrovskaïa / Harley Windsor | Australie     | 178.10 | 2               | 66.45           | 6               | 111.65          |
| 7    | Camille Ruest / Andrew Wolfe               | Canada        | 159.73 | 9               | 54.70           | 7               | 105.03          |
| 8    | Miu Suzaki / Ryuichi Kihara                | Japon         | 157.27 | 7               | 56.95           | 8               | 100.32          |
| 9    | Sydney Kolodziej / Maxime Deschamps        | Canada        | 153.57 | 8               | 56.18           | 9               | 97.39           |
| 10   | Riku Miura / Shoya Ichihashi               | Japon         | 126.19 | 10              | 44.25           | 10              | 81.94           |

### Danse sur glace
| Rang | Nom                                 | Nation       | Points | Danse courte | Danse courte | Danse libre | Danse libre |
| ---- | ----------------------------------- | ------------ | ------ | ------------ | ------------ | ----------- | ----------- |
| 1    | Kaitlin Hawayek / Jean-Luc Baker    | États-Unis   | 174.29 | 1            | 69.08        | 1           | 105.21      |
| 2    | Carolane Soucisse / Shane Firus     | Canada       | 164.96 | 3            | 65.11        | 2           | 99.85       |
| 3    | Kana Muramoto / Chris Reed          | Japon        | 163.86 | 2            | 65.27        | 3           | 98.59       |
| 4    | Lorraine McNamara / Quinn Carpenter | États-Unis   | 160.12 | 4            | 62.83        | 4           | 97.29       |
| 5    | Wang Shiyue / Liu Xinyu             | Chine        | 158.21 | 5            | 62.36        | 5           | 95.85       |
| 6    | Rachel Parsons / Michael Parsons    | États-Unis   | 155.30 | 6            | 60.18        | 6           | 95.12       |
| 7    | Min Yu-ra / Alexander Gamelin       | Corée du Sud | 151.38 | 7            | 60.11        | 7           | 91.27       |
| 8    | Sarah Arnold / Thomas Williams      | Canada       | 140.10 | 9            | 52.50        | 8           | 87.60       |
| 9    | Haley Sales / Nikolas Wamsteeker    | Canada       | 139.48 | 8            | 57.21        | 10          | 82.27       |
| 10   | Misato Komatsubara / Tim Koleto     | Japon        | 138.18 | 10           | 52.45        | 9           | 85.73       |
| 11   | Rikako Fukase / Aru Tateno          | Japon        | 124.02 | 12           | 47.15        | 11          | 76.87       |
| 12   | Song Linshu / Sun Zhuoming          | Chine        | 122.53 | 11           | 50.34        | 12          | 72.19       |
| 13   | Chantelle Kerry / Andrew Dodds      | Australie    | 115.62 | 13           | 45.42        | 13          | 70.20       |
| 14   | Matilda Friend / William Badaoui    | Australie    | 92.05  | 14           | 33.09        | 14          | 58.96       |